# Route nationale 2 (République centrafricaine)
Pour les articles homonymes, voir Route nationale 2.
La route nationale 2 (N2) est une route de la République centrafricaine allant de Bangui jusqu'à Bambouti et à la Soudan du Sud.
Sa longueur est de 1 340 km.

## Tracé
- Bangui (N1, N6)
- Damara (N4)
- Sibut (N8)
- Bambari (N5)
- Kongbo (N9)
- Bangassou
- Rafaï
- Zémio
- Obo
- Bambouti
- Frontière entre la République centrafricaine et le Soudan du Sud,  Soudan du Sud